# Церковь Рождества Пресвятой Богородицы (Мещерино)
Церковь Рождества Пресвятой Богородицы (Богородицкая церковь) — церковь Русской православной церкви в селе Мещерино в городском округе Ступино Московской области.
Адрес: Московская область, Ступинский район, село Мещерино, ул. Новая, 22. Является объектом культурного наследия регионального значения (ранее памятника истории и культуры местного значения) (Постановление Совета Министров РСФСР от 30.08.1960 г. № 1327, Приложение № 2).

## История
Богородицкая церковь в Мещерино была построена в конце XVII века на средства владельца села, сподвижника Петра I — фельдмаршала Бориса Петровича Шереметева. Архитектурно представляла собой восьмерик на четверике. Храм расширялся сыном фельдмаршала — графом Сергеем Борисовичем (в нём был и похоронен), который уступил свою половину имения брату, а сам посвятил себя молитвам и заботе о нищих.
Основательно Богородицкий храм был перестроен на средства семьи купца Ермакова в 1845 году, когда был изменён декор церкви, пристроена трапезная с Введенским и Всехсвятским приделами (с устройством под левым её приделом фамильного склепа). В 1850 году была возведена трехъярусная колокольня, позднее к ней было пристроено большое трехэтажное здание богадельни, выстроенное из кирпича и камня разобранного к тому времени господского дома. В 1903 году с архипастырским визитом храм посетил будущий митрополит — епископ Дмитровский Трифон (Туркестанов), викарий Московской епархии.
Храм пережил Октябрьскую революцию, но был закрыт в 1938 году — во времена советского гонения на церковь. Последним настоятелем Богородицкой церкви был протоиерей Вениамин (Фаминцев), прославленный впоследствии церковью в лике святых новомучеников и исповедников российских. Он был арестован и заключен в тюрьму в Кашире 27 февраля 1938 года. 9 марта этого же года тройка НКВД приговорила священника к расстрелу, который состоялся 14 марта 1938 года на полигоне Бутово под Москвой. Храм был разграблен и превращен в зерносклад. В здании богадельни располагались: мещеринская школа, во время Великой Отечественной войны — госпиталь, затем детский летний лагерь и общежитие работников колхоза. Впоследствии была полностью разобрана ограда, а затем и святые ворота храма. В конце 1950-х годов было принято решение переоборудовать здание церкви под сельский клуб, а позже — под Дом культуры.
Только после распада СССР, в 1992 году, была зарегистрирована местная православная община, и началось возрождение храма. Для молебнов сначала было выделено помещение под колокольней, а затем отдали и четверик храма, в котором с 1997 года стали регулярно совершаться богослужения. Активное возрождение храма началось в 2005 году. Была проведена реставрация трапезной части и боковых приделов, сооружена ограда вокруг храмовой территории. В 2008 году в церковную собственность было передано и здание богадельни.
С 2010 года настоятелем храма является священник Алексий Сергеевич Плужников. С 2011 года храм принадлежит Малинскому благочинию. К нему приписана часовня архангела Михаила.